# 32 (Carpark North-single)
"32" er den anden single fra det århusianske elektro-rock-orkester Carpark North der udkom 9. september 2013 forud for bandets fjerde studiealbum, der udkom januar 2014. Nummeret gæstes af Alphabeat-forsanger, Stine Bramsen, og røg lynhurtigt til tops på både DR P3's liste og iTunes Rock Chart.
Om sangen "32" har forsanger Lau Højen udtalt, at den ikke rigtig handler om noget, og at fans selv må fortolke, hvad de kan og vil ud af teksten. Men den medfølgende video har alligevel slået et tema an, der handler om at få noget ud af den tid, vi har, indrømmede han senere i et interview med musikmagasinet GAFFA.